# Rathbunella alleni
Rathbunella alleni is een straalvinnige vissensoort uit de familie van bathymasteriden (Bathymasteridae). De wetenschappelijke naam van de soort is voor het eerst geldig gepubliceerd in 1904 door Gilbert.